# Johann Peil
Johann Peil (ur. 13 czerwca 1842 w Szprotawie, zm. 11 lipca 1915 w Grudziądzu) – niemiecki nauczyciel, przyrodnik, botanik. Prawdopodobnie od końca lat 70. XIX wieku nauczyciel w Szkole Ludowej w Zakurzewie. Od 1913 roku mieszkał w Grudziądzu przy obecnej ul. Legionów (hist. Lindenstrasse). 
Prowadził badania botaniczne w okolicach Grudziądza współpracując z ówczesnymi towarzystwami naukowymi z Królewca, Grudziądza oraz korespondencję z innymi botanikami z Europy. Publikował w czasopismach "Bericht der Preussichen Botanischen Vereins" (Berlin), "Schriften der Physikalisch Okologischen Gesellschaft" (Królewiec). 
Sporządził zielnik, który zachował się mimo rozdzielenia i zmian lokalizacji. Znaczna część tej kolekcji znajduje się w zbiorach Działu Przyrody Muzeum w Kwidzynie.